# ان‌جی‌سی ۴۳۵
ان‌جی‌سی ۴۳۵ (انگلیسی: NGC 435) نام یک کهکشان مارپیچی در صورت فلکی نهنگ است.